# Józef Oleksy
Józef Oleksy (Nowy Sącz, 22 de junio de 1946 - Varsovia, 9 de enero de 2015) fue un político polaco, primer ministro del país entre marzo de 1995 y febrero de 1996.